# Abbaye de Schienen
L'abbaye de Schienen est une ancienne abbaye bénédictine à Öhningen, dans le Land de Bade-Wurtemberg et l'archidiocèse de Fribourg-en-Brisgau.

## Histoire
D'après un manuscrit du IXe siècle de l'abbaye de Reichenau, des reliques de saint Genès de Rome sont amenés de l'église Saint-Michel en haut du Schiener Berg. Le comte Schrot de Schrotzburg accorde la construction d'un monastère bénédictin qui deviendra un lieu de pèlerinage. Selon la tradition, le roi Pépin d'Italie et Rathold de Vérone ont visité l'abbaye. L'église actuelle, une basilique préromane, est principalement du XIe siècle. Le pèlerinage cesse après la Réforme et la guerre de Trente ans. L'abbaye est dissoute officiellement en même temps que l'évêché de Constance en 1803.

## Source de la traduction
- (de) Cet article est partiellement ou en totalité issu de l’article de Wikipédia en allemand intitulé « Kloster Schienen » (voir la liste des auteurs).